# David Dickson
David Dickson, född 20 februari 1941 i Batu Gajah i Brittiska Malaya, är en australisk tidigare simmare, som vann tre bronsmedaljer i frisim och medleylagkapp vid olympiska sommarspelen 1960 och 1964.

## Olympiska spelen 1960
Dickson gjorde sin internationella debut i Rom på 4 × 200 meter i freestyle stafett. I lag med John Konrads, Jon Henricks och Murray Rose som tidigare samma månad slagit världsrekordet på distansen kom han trea.

## Samväldesspelen 1962
År 1962 deltog David Dickson i samväldesspelen i Perth, där han kom trea efter Dick Pound från Kanada och Bobby Mcgregor från Skottland. Dock så vann han guld i 4 x 110 yards freestylestafett (med Rose, Peter Doak och Peter Phelps) och 4 x 110 yards medleystafett med Julian Carroll, Ian O'brien och Kevin Berry.

## Olympiska spelen 1964
Till olympiaden år 1964 skickades Dickson för att tävla tillsammans med Berry, O'brien och Bob Windle. De andra tre vann guld i sina respektive grenar, medan Dickson slogs ut i semifinalen på 100 meter freestyle.
Tillsammans med John Ryan, Doak och Windle, vann Dickson brons i 4 x 100 meter freestylestafett. Han följde upp det med ett till brons i 4 x 100 meter medleystafett tillsammans med Berry, O'brien och Peter Reynolds. Han var nära att även få medalj vid 4 x 200 meter freestylestafett där han slutade fyra med Windle, Doak och Allan Wood.

## Samväldesspelen 1966
Dickson fick äran att bära den australienska flaggan under Samväldesspelen 1966 i Kingston, Jamaica. Han tog återigen bronsmedalj på 110 yards freestyle.

## Australiens olympiska kommitté
Dickson blev vald att bli ATC:s första representant i styrelsen i Australiens olympiska kommitté.